# 바람둥이 알피
＜바람둥이 알피＞(Alfie)는 빌 노턴이 쓴 1963년 희곡이다. 영국 머메이드 극장 버나드 마일스의 의뢰로 라디오 드라마를 각색한 작품으로 1963년 초연되었다. 런던 노동계급 출신 바람둥이 알피가 서술자로 등장해 자신의 사연 많은 연애담을 들려준다. 1966년에는 영화로도 각색되었다.

## 개요
＜바람둥이 알피(Alfie)＞(1963)는 런던 노동 계급 출신 바람둥이 알피와 그를 거쳐 간 여러 여성들의 이야기를 다룬다. 1962년 BBC 라디오 드라마 ＜Alfie Elkins and His Little Life＞가 원작이다. 1966년과 2004년에 영화로 제작되었는데 각각 마이클 케인과 주드 로가 알피 역을 맡았다.
알피는 여러 여자들과 자유로운 연애를 즐기면서 결혼이나 구속된 관계로 얽매이고 싶어 하지는 않는다. 길다의 출산으로 잠깐 아들 말콤을 보며 아버지로서 기쁨을 맛보기도 하지만 길다가 결혼을 거부하는 알피 대신 자신에게 헌신적인 험프리와 결혼하기로 결심하면서 아들과의 만남도 거부당한다. 건강까지 나빠져 요양원에 입원하게 되는데, 그곳에서 사귄 친구 해리의 아내 릴리를 유혹해 임신까지 시킨다. 알피와 릴리는 도덕적 비난을 피하기 위해 불법 낙태를 감행하고, 수술 직후 방 안에 방치된 아이의 사체를 보며 알피는 참담해 한다. 그러나 그것도 잠시, 알피는 우연히 만난 과거 연인 시디와 재회하며 여전한 바람둥이 기질을 보여 준다.
알피는 자신의 행동이 다른 사람에게 미치는 영향에 대해 고려하지 않고 책임지지 않는 인물로 그려진다. 무책임한 행동의 결과는 알피 자신에게도 정서적, 심리적 상처를 입히지만 알피는 그런 사실을 애써 외면한다. 사실 알피가 다양한 여성과 가벼운 연인 관계로 발전하고 또 이별을 겪는 과정은 인간관계의 복잡성을 드러냄과 동시에 냉정하고 혹독한 현실에서 진정한 사랑을 찾기가 얼마나 어려운 일인지 보여 준다. 빌 노턴은 성에 대한 솔직한 접근, 인간관계에 대한 예리한 통찰, 유머러스한 대사, 희비극적 요소 등을 결합해 이러한 주제를 효과적으로 강화한다.
영국 머메이드 극장 버나드 마일스의 의뢰로 라디오 드라마를 극화해 1963년 초연했다. 1964년부터 이듬해까지 미국 뉴욕에서 21회 공연되었는데, 단기간 공연에도 긍정적인 평가를 받았다.